# 普罗皮莱

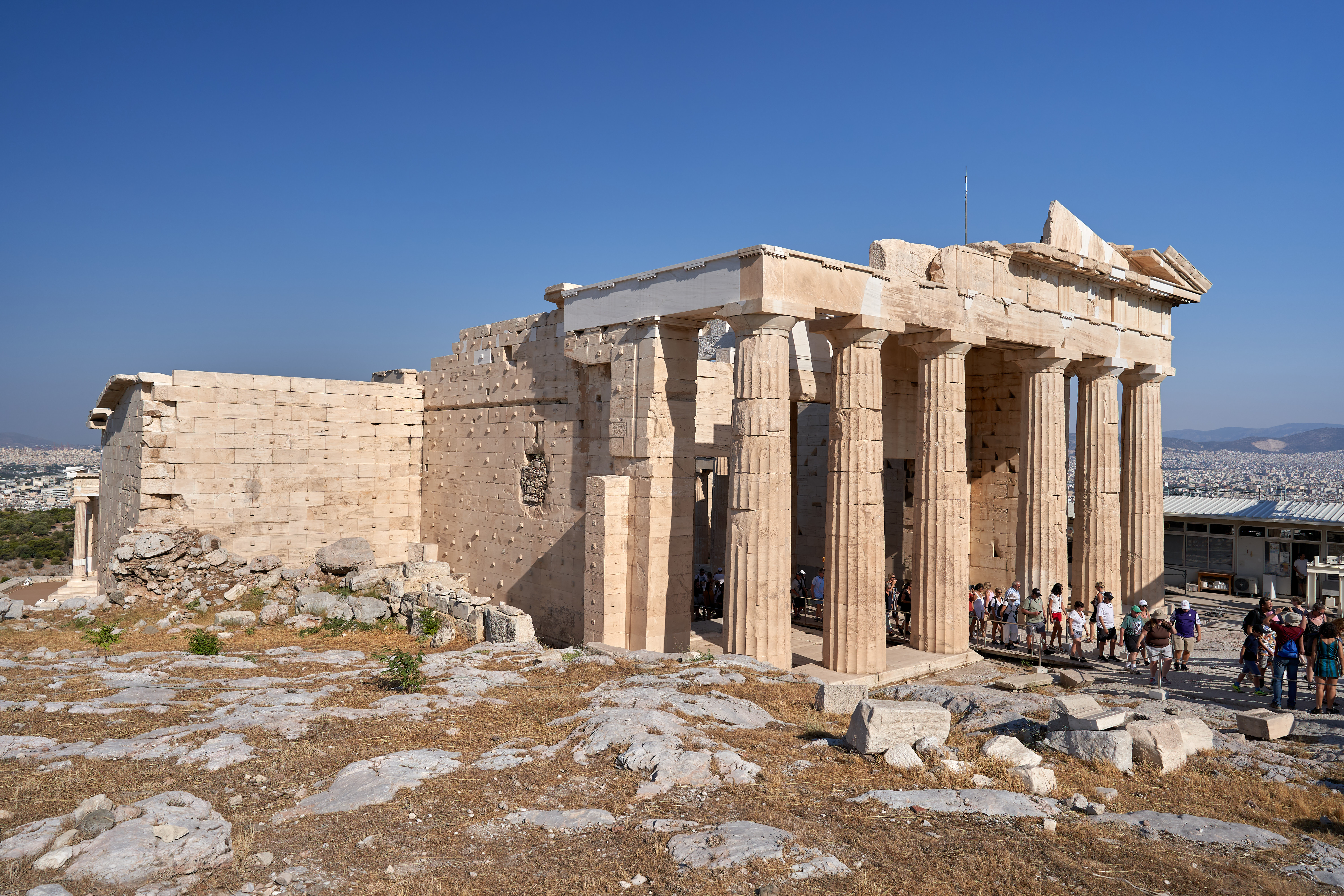
雅典衛城的山门

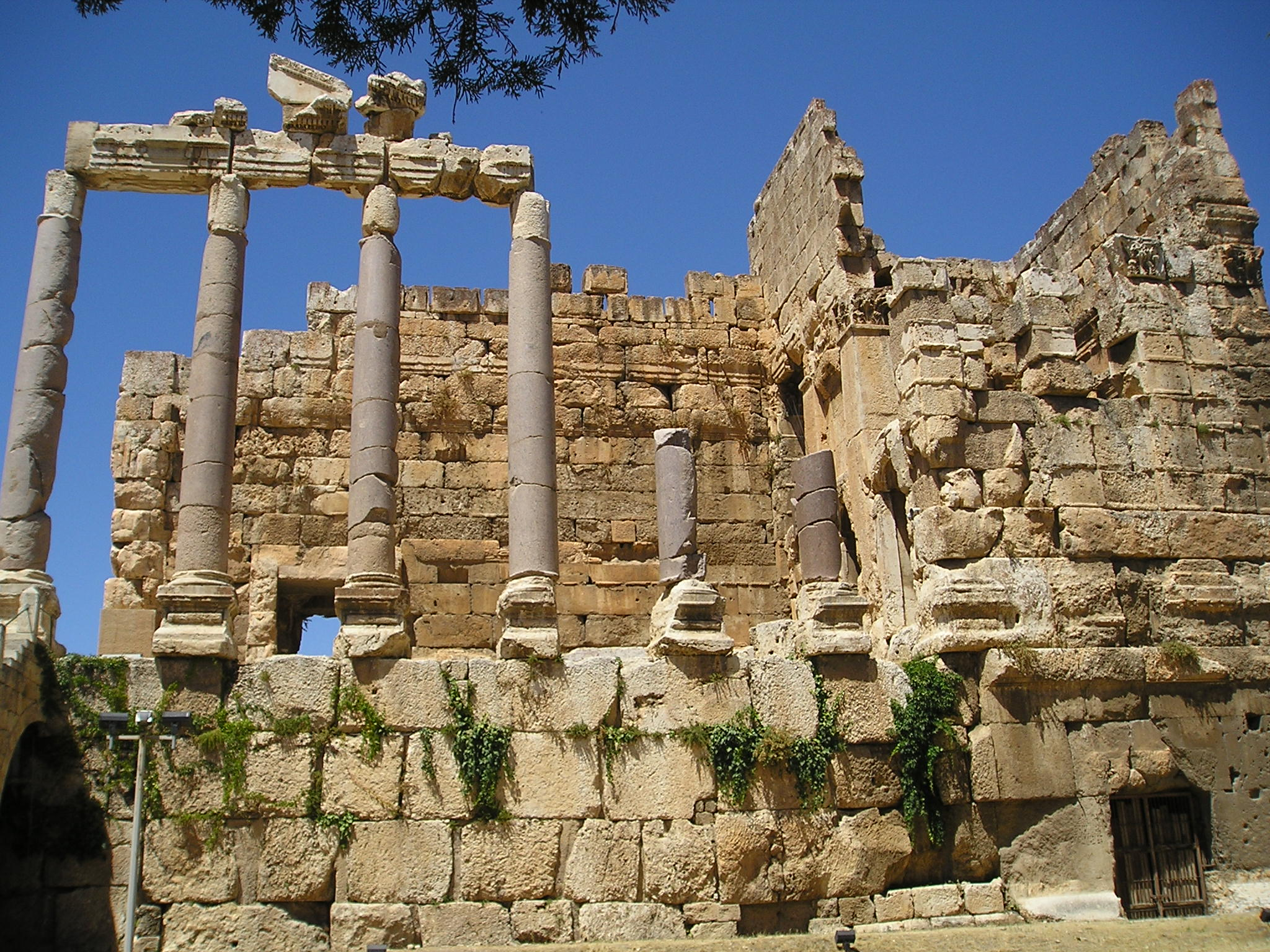
巴勒贝克的山门

普罗皮莱（希臘語：προπύλαιον），或称山门，是古希臘建築中寺庙、宫殿、集市或城市入口前的门廊。最著名的例子是雅典衛城的山门，由穆内西克莱斯于公元前437年-432年建造。

## 词源
普罗皮莱的希腊语原名“προπύλαιον”由前缀“προ-”（意为“在……前面”）“加“πύλη”（意为“大门”）的复数组成，字面意思为“大门前面的东西”。